# Masakra na „Akikaze”

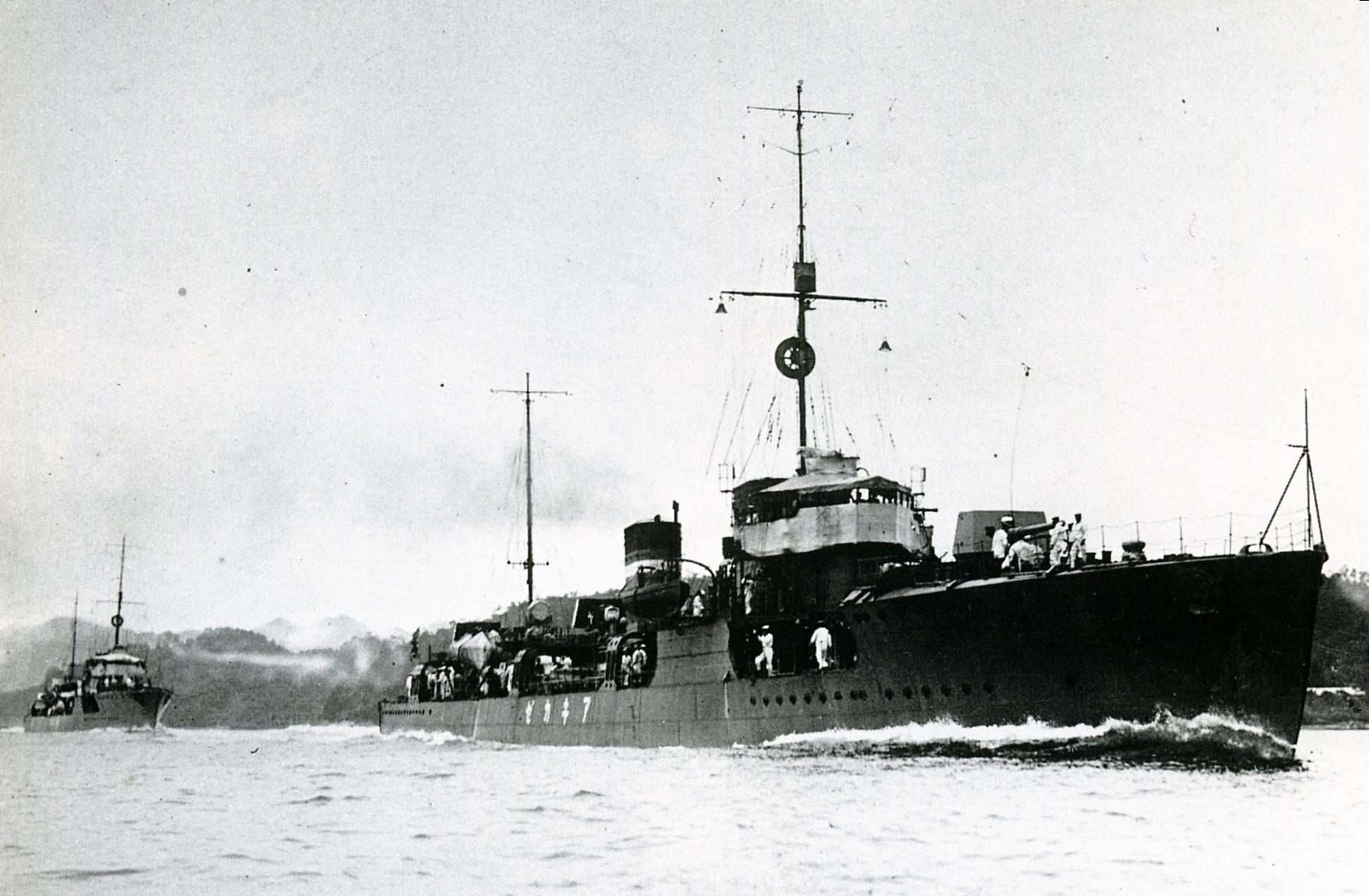
Japoński niszczyciel „Akikaze”, na którego pokładzie dokonano masakry. Zdjęcie z 1923 roku

Masakra na „Akikaze”, zwana również egzekucją na „Akikaze” (ang. Akikaze massacre, Akikaze executions) – zbrodnia wojenna popełniona przez japońską Cesarską Marynarkę Wojenną 18 marca 1943 roku, w czasie wojny na Pacyfiku.
Masakra odbyła się na pokładzie niszczyciela „Akikaze”, na wodach Archipelagu Bismarcka, a jej ofiarą padło około 60 osób cywilnych. Większość ofiar stanowili katoliccy oraz protestanccy duchowni i misjonarze, w większości narodowości niemieckiej, którzy uprzednio pełnili posługę w północno-wschodniej części Nowej Gwinei oraz na Wyspach Admiralicji. Zamordowano także ich służących i podopiecznych, w tym dwoje niemowląt.

## Geneza
Przed I wojną światową północno-wschodnia część Nowej Gwinei wchodziła w skład posiadłości kolonialnych Cesarstwa Niemieckiego. Na mocy traktatu wersalskiego zwierzchność nad tymi obszarami przejęła Australia; stanowiły one odtąd terytorium mandatowe Nowa Gwinea Australijska. Niemniej na wyspie pozostało wielu niemieckich misjonarzy, którzy starali się nawracać rdzenną ludność na chrześcijaństwo, a jednocześnie szerzyć higienę i zapewniać tubylcom opiekę zdrowotną. Wewak było siedzibą rzymskokatolickiego wikariatu apostolskiego Centralnej Nowej Gwinei. W czasie II wojny światowej funkcję wikariusza apostolskiego pełnił tam niemiecki duchowny bp Josef Lörks.
W styczniu 1943 roku Wewak zajęły wojska japońskie. Niedługo później okupanci zgromadzili wszystkich katolickich misjonarzy i misjonarki, po czym przenieśli ich na teren misji pw. św. Jana, która znajdowała się na pobliskiej wyspie Kairiru. Mimo iż niemieccy misjonarze byli obywatelami sojuszniczego państwa, administracja okupacyjna ustanowiona przez Cesarską Marynarkę Wojenną (minsei-bu) uznawała ich za osoby neutralne. Pozwolono im swobodnie poruszać się po wyspie.
Dziewięć miesięcy wcześniej Japończycy założyli niewielką placówkę w Lorengau na wyspie Manus. Zamieszkiwała tam grupa protestanckich misjonarzy i ich pomocników, licząca około 20 osób. Również w tym wypadku Japończycy początkowo uznali misjonarzy za osoby neutralne oraz pozwolili im swobodnie poruszać się po wyspie. Miejscowy japoński komendant, st. bsm. Harukichi Ichinose, traktował misjonarzy bardzo przyjaźnie, często zapraszając ich na posiłek w swoim domu.
Przyczyny, dla których Japończycy ostatecznie zdecydowali się wymordować misjonarzy, nie są do końca jasne. W tym czasie japońska marynarka ponosiła ciężkie straty na wodach wokół Nowej Gwinei, Archipelagu Bismarcka i Wysp Salomona. Między innymi na początku marca 1943 roku poniosła poważną klęskę w bitwie na Morzu Bismarcka. Po wojnie wiceadm. Gun’ichi Mikawa zeznał, że wśród oficerów 8. Floty rozpowszechnione było przekonanie, że za tymi porażkami stali biali misjonarze i zaprzyjaźnieni z nimi tubylcy, którzy za pomocą ukrytych radiostacji mieli rzekomo informować aliantów o ruchach japońskich jednostek. Zdaniem Marka Feltona wersję tę spreparowała jednak Tokkeitai, aby uzasadnić zbrodnię. Ciężkie straty japońskiej marynarki były natomiast konsekwencją złamania japońskich szyfrów przez amerykański wywiad radiowy.
Część autorów przypuszcza, że za masakrą stały podejrzenia Japończyków, najprawdopodobniej uzasadnione, iż niektórzy misjonarze i zaprzyjaźnieni z nimi tubylcy udzielają pomocy alianckim lotnikom, którzy po zestrzeleniu swoich samolotów ukrywali się w okolicach Wewak. Bruce Gamble wskazuje w tym kontekście, że wśród werbistów pełniących posługę w Wewak było co najmniej dwóch obywateli USA, a masakra nastąpiła kilka dni po tym, gdy japoński patrol bezskutecznie przeszukał wyspę Vokeo w poszukiwaniu ukrywających się lotników. Z kolei Yuki Tanaka przypuszczał, że początkowo Japończycy zamierzali wykorzystać dobre stosunki misjonarzy z miejscową ludnością oraz ich znajomość terenu dla swoich celów militarnych, gdy jednak spotkali się z odmową, zaczęli ich postrzegać jako zagrożenie.

## Przebieg

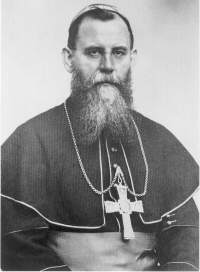
Biskup Josef Lörks, wikariusz apostolski w Wewak, jedna z ofiar masakry na pokładzie „Akikaze”

W połowie marca 1943 roku do Wewak przypłynął japoński niszczyciel „Akikaze”, który przywiózł zapasy żywności i lekarstw dla miejscowego garnizonu. Następnie udał się na Kairiru. 17 marca przed południem na „Akikaze” zaokrętowano 42 osoby, w tym biskupa Lörksa. Obok niemieckich duchownych i zakonnic w grupie tej znajdowało się dwóch zakonników – obywateli USA, co najmniej jedna Papuaska, kilku Chińczyków, którzy pracowali jako służący misjonarzy, a także dwoje chińskich niemowląt – prawdopodobnie sierot, którymi opiekowały się zakonnice.
Początkowo misjonarze oraz ich podopieczni i służący byli traktowani bardzo dobrze. Dowódca niszczyciela kmdr ppor. Tsurukichi Sabe udostępnił im osobną kajutę blisko rufy. Pasażerom zapewniono wystarczającą ilość wody i pożywienia, a okrętowy lekarz udzielił pomocy osobom cierpiącym na chorobę morską.
Jeszcze tego samego dnia „Akikaze” udał się do Lorengau, skąd późnym popołudniem zabrał około 20 protestanckich misjonarzy i ich służących, w tym sześć kobiet. Podobnie jak w przypadku grupy z Wewak, większość pasażerów była narodowości niemieckiej, aczkolwiek w grupie z Lorengau znalazł się także jeden węgierski misjonarz oraz kilkoro Chińczyków. Komandor Sabe początkowo zamierzał umieścić ich w tej samej kabinie co grupę z Wewak, lecz na prośbę bosmana Ichinosego, który osobiście odeskortował misjonarzy na pokład, zgodził się udostępnić im osobną kabinę blisko dziobu.
18 marca około godziny 11:00 „Akikaze” zakotwiczył na redzie portu w Kaviengu na Nowej Irlandii. Niedługo później przybiła doń motorówka z posłańcem, który przywiózł pisemny rozkaz przeznaczony wyłącznie do rąk dowódcy niszczyciela. Odczytawszy go, Sabe polecił podnieść kotwicę i obrać kurs na Rabaul. Następnie wezwał wszystkich oficerów na naradę i poinformował, że dowództwo 8. Floty rozkazało „pozbyć się” wszystkich przebywających na pokładzie cywilów. Świadkowie wspominali, że komandor był wyraźnie wstrząśnięty treścią otrzymanego rozkazu, niemniej przystąpił niezwłocznie do jego wykonania. Pasażerów z kabiny rufowej przeniesiono do kabiny dziobowej, uzasadniając to koniecznością przeprowadzenia rzekomych prac porządkowych. Jednocześnie okrętowi cieśle zbudowali na rufie prowizoryczny szafot, który miał posłużyć jako miejsce egzekucji. Aby upewnić się, że ofiary do samego końca nie będą świadome przeznaczenia tej konstrukcji, na rufie rozpostarto białą płachtę, tworząc w ten sposób swoistą kurtynę. Wokół szafotu wyłożono słomiane maty, które miały wsiąkać krew i ułatwić późniejsze czyszczenie pokładu.
Egzekucja została drobiazgowo zaplanowana. Ofiary pojedynczo wywoływano na mostek, gdzie za pośrednictwem tłumacza pytano je o nazwisko, wiek i narodowość, starając się stworzyć wrażenie, że celem jest wyłącznie rutynowa weryfikacja tożsamości. Następnie dwóch marynarzy odprowadzało ofiarę na rufę. Po drodze, na wysokości śródokręcia, zawiązywano jej oczy opaską. Po dotarciu na szafot, ofierze przywiązywano liny do obu nadgarstków, a następnie podciągano ją do góry, sprawiając, że wisiała z rękoma uniesionymi nad głową, w pozie przypominającej ukrzyżowanie. Gdy znalazła się na odpowiedniej wysokości czteroosobowy pluton egzekucyjny, którym dowodził ppor. Takeo Terada, otwierał ogień z lekkiego karabinu maszynowego i karabinów. W momencie gdy rozpoczynała się egzekucja, niszczyciel przyspieszał do 24 węzłów, dzięki czemu krzyki i odgłosy strzałów były zagłuszane przez pracujący na wysokich obrotach silnik oraz podmuchy powietrza. Jednocześnie siła wiatru i impet pocisków wypychały wiszące ciała za burtę, co ułatwiało ich późniejsze usunięcie, a ponadto sprawiało, że krew nie ściekała na pokład. Gdy ofiara była martwa, zwłoki odwiązywano i wrzucano do morza.
Egzekucja około 60 ofiar zajęła blisko trzy godziny. Jako pierwszych zamordowano mężczyzn, a następnie kobiety. Dwoje chińskich niemowląt japońscy marynarze wyrwali z rąk zakonnic, po czym wyrzucili za burtę. Po zakończeniu egzekucji umyto pokład i rozebrano drewnianą konstrukcję. Następnie japońscy oficerowie odprawili krótką shintōistyczną ceremonię ku czci zamordowanych. W jej trakcie kmdr Sabe rozkazał swym podwładnym złożyć przysięgę, że zachowają egzekucję w absolutnej tajemnicy.
Jeszcze tego samego dnia około godziny 22:00 „Akikaze” zawinął do portu w Rabaulu. Podporucznik Yajirō Kai, którego w Wewak przydzielono do załogi „Akikaze” w charakterze tłumacza, zeznał po wojnie, że wraz z kmdr. Sabe udał się do sztabu 8. Floty, gdzie przyjął ich por. Shigetoku Kami. Obaj złożyli raport z egzekucji, w odpowiedzi na co Kami nakazał im zachowanie tych wydarzeń w tajemnicy. Polecił także Sabemu, by ten potajemnie pozbył się wszystkich przedmiotów, które pozostały po ofiarach.

## Epilog
Masakrze misjonarzy towarzyszyła próba wykorzenienia chrześcijaństwa z zajętej przez Japończyków części Nowej Gwinei. Wkrótce po wywiezieniu duchownych z Wewak japońscy żołnierze gruntownie zniszczyli blisko 90% prowadzonych przez nich plantacji, wraz ze znajdującymi się tam kościołami i ośrodkami zdrowia. Zamordowali także wielu nawróconych na chrześcijaństwo Papuasów.
„Akikaze” został zatopiony w listopadzie 1944 roku przez amerykański okręt podwodny USS „Pintado” . Komandor Tsurukichi Sabe i dowódca plutonu egzekucyjnego ppor. Takeo Terada zginęli w czasie wojny.
„Akikaze” jest zaliczany do grona japońskich „piekielnych statków”.

## Powojenne śledztwo
Po zakończeniu wojny australijscy śledczy usiłowali ustalić, jaki los spotkał kilkudziesięciu cywilów europejskiego pochodzenia, którzy wpadli w ręce Japończyków po upadku Nowej Irlandii. Analizując ruchy japońskich statków i okrętów, które w czasie wojny kursowały między Kaviengiem a Rabaulem, dotarli do kilku marynarzy z załogi „Akikaze”. W trakcie przesłuchań, które przeprowadzono w grudniu 1946 roku, przyznali oni, że w marcu 1943 roku na pokładzie niszczyciela zamordowano grupę Europejczyków. Między styczniem a kwietniem 1947 roku Australijczycy odnaleźli i przesłuchali kolejnych marynarzy z „Akikaze”. Ich zeznania pozwoliły stosunkowo dokładnie odtworzyć przebieg zbrodni.
Porucznik Shigetoku Kami ze sztabu 8. Floty był jedynym rozkazodawcą, którego nazwisko pojawiło się w zeznaniach japońskich świadków. Australijscy śledczy podejrzewali jednak, że rozkaz wymordowania ponad 60 cywilów nie mógł zostać wydany przez oficera tak niskiej rangi. W sprawie tej zostali więc przesłuchani dowódca 8. Floty wiceadm. Gun’ichi Mikawa oraz jego szef sztabu wiceadm. Shinzo Onishi. Obaj stanowczo odżegnywali się od jakiejkolwiek odpowiedzialności za masakrę. Początkowo utrzymywali, że „Akikaze” nigdy nie wchodził w skład 8. Floty. Później przyjęli inną linię obrony, twierdząc, że to porucznik Kami – być może w porozumieniu z dowódcą minsei-bu kmdr. Norisaką Andō – samowolnie zarządził egzekucję misjonarzy i poinformował o niej dopiero po fakcie. Motywem miały być podejrzenia, że misjonarze informują aliantów o ruchach japońskich okrętów i statków. Jest niemal pewne, iż admirałowie skłamali w swych zeznaniach. W świetle obowiązujących w czasie wojny regulaminów było bowiem niemożliwe, aby służby łączności 8. Floty zgodziły się przekazać dowódcy „Akikaze” pisemny rozkaz Kamiego, na którym nie widniałyby kontrasygnaty Mikawy i Onishiego. Kami, Andō oraz szef łączności 8. Floty kmdr Torao Mori nie mogli jednak potwierdzić lub zaprzeczyć wersji admirałów, gdyż wszyscy trzej zginęli w czasie wojny.
Ostatecznie Australijczycy nie wnieśli jakichkolwiek oskarżeń w sprawie masakry na „Akikaze”. Prawdopodobnie wynikało to z faktu, iż główni podejrzani zginęli w czasie wojny, a wśród ofiar nie było żadnego Australijczyka. Ze względu na fakt, że wśród zamordowanych znajdowali się obywatele USA, Australijczycy przekazali śledztwo władzom amerykańskim (lipiec 1947 roku). Te nie podjęły jednak żadnych działań w tej sprawie.